# Wandelroute E3
De Europese wandelroute E3 loopt van Santiago de Compostella naar de Zwarte Zee.
De E3 is opgebouwd uit diverse langeafstandsroutes op nationaal en regionaal niveau. In Frankrijk en Spanje is dat onder andere de GR 65 die door Auvergne loopt. De Pyreneeën worden gekruist ter hoogte van Saint-Jean-Pied-de-Port, een geliefde startplaats voor de Pelgrimsroute naar Santiago de Compostella (Jacobsweg). Ook een andere startplaats om naar Compostella te lopen, het midden in Frankrijk gelegen Vézelay, ligt op de E3.
De E3 loopt voorts door België, Luxemburg, Duitsland, Tsjechië, Polen, Slowakije, Hongarije en Bulgarije. Gewerkt wordt aan een tracé door Servië.
De Europese wandelroutes worden uitgezet en beheerd door de Europese Wandelvereniging, waarin Nederland door Wandelnet wordt vertegenwoordigd.

## Spanje
Vanaf pelgrimsbestemming Santiago de Compostella is de E3 tot Vézelay in Frankrijk identiek aan de klassieke Jacobsweg uit West-Europa. De E3 is dan ook in Spanje gemarkeerd met een gele schelp op blauwe achtergrond en zo nodig een gele pijl. Inmiddels zijn grote delen van de route ook met de wit-rode markering aangegeven, die ook in Nederland wordt gebruikt. In Santiago de Compostella eindigen ook andere Jacobswegen, bijvoorbeeld uit Portugal en het zuiden van Spanje en men moet er dus op letten naar het oosten te gaan. De E3 passeert Ponferrada, León en Burgos en gaat na Pamplona de Pyreneeën in. Op de Col de Bentarte wordt Frankrijk bereikt.

## Frankrijk
De E3 bestaat in Frankrijk uit de volgende deeltrajecten :
- GR 65, van de Spaanse grens tot la Roche bij Le Puy-en-Velay;
  - Van Col de Bentarte (circa 6 km lopen van Roncesvalles (Spanje) naar Moissac[3] (? km)
  - Van Moissac naar Figeac[4] (? km)
  - Van Figeac naar Le Puy[5] (? km)
- GR 3, van la Roche bij Le Puy-en-Velay tot Signal de Mont;
  - Van Puy naar Apinac[6] (? km)
  - Van Apinac naar Chabreloche[7] (? km)
  - Van Chabreloche naar les Chevreaux (bij Châtelus)[8] (? km)
  - van les Chevreaux naar Signal de Mont[6] (? km)
- GR 13, van Signal de Mont tot Fontainebleau;
  - Van Signal de Mont tot Auxerre[9]. De GR 13 loopt vanaf St-Moré tot Auxerre 36 km parellel met de GR 654[10] (? km).
  - Van Auxerre naar Fontainebleau[6] (? km)
- GR 1 (Sentier d'Île-de-France), van Fontainebleau tot Château de la Reine Blanche;
  - [6]
- GR 12 Amsterdam-Parijs, te lopen van château de la Reine Blanche (bij Chantilly) naar Montcornet
  - Van château de la Reine Blanche (bij Chantilly) naar Amifontaine[11] (168 km)
  - Van Amifontaine naar Son[6] (41 km)
  - Omgeving Son (vlak bij Rethel) naar het Lac des Vieilles Forges in de omgeving van Montcornet; dit deel van de route loopt samen met een deel van de GR 654.[10] (67 km)
- De GR 12C vormt de verbinding met de GR 15, beter bekend als GR AE. De GR 12C loopt vanaf het genoemde (stuw)meer via het stadje Montcornet naar Monthermé aan de rivier de Maas.[6]
- GR 15 (GR AE); Ardennen – Eifel, loopt in Frankrijk van Monthermé naar Sorendal.[12] (200 km). Het gedeelte van de AE langs de rivier de Semoy/Semois is tevens (met kleine afwijkingen en in de tegengestelde richting) beschreven door Julien van Remoortere.[13]

## België (200 km)
- GR 15 (GR AE); Ardennen – Eifel, loopt van Bohan, grotendeels via het dal van de Semois[13] en vervolgens via de Rulles naar Martelange (totaal 200 km).[12]

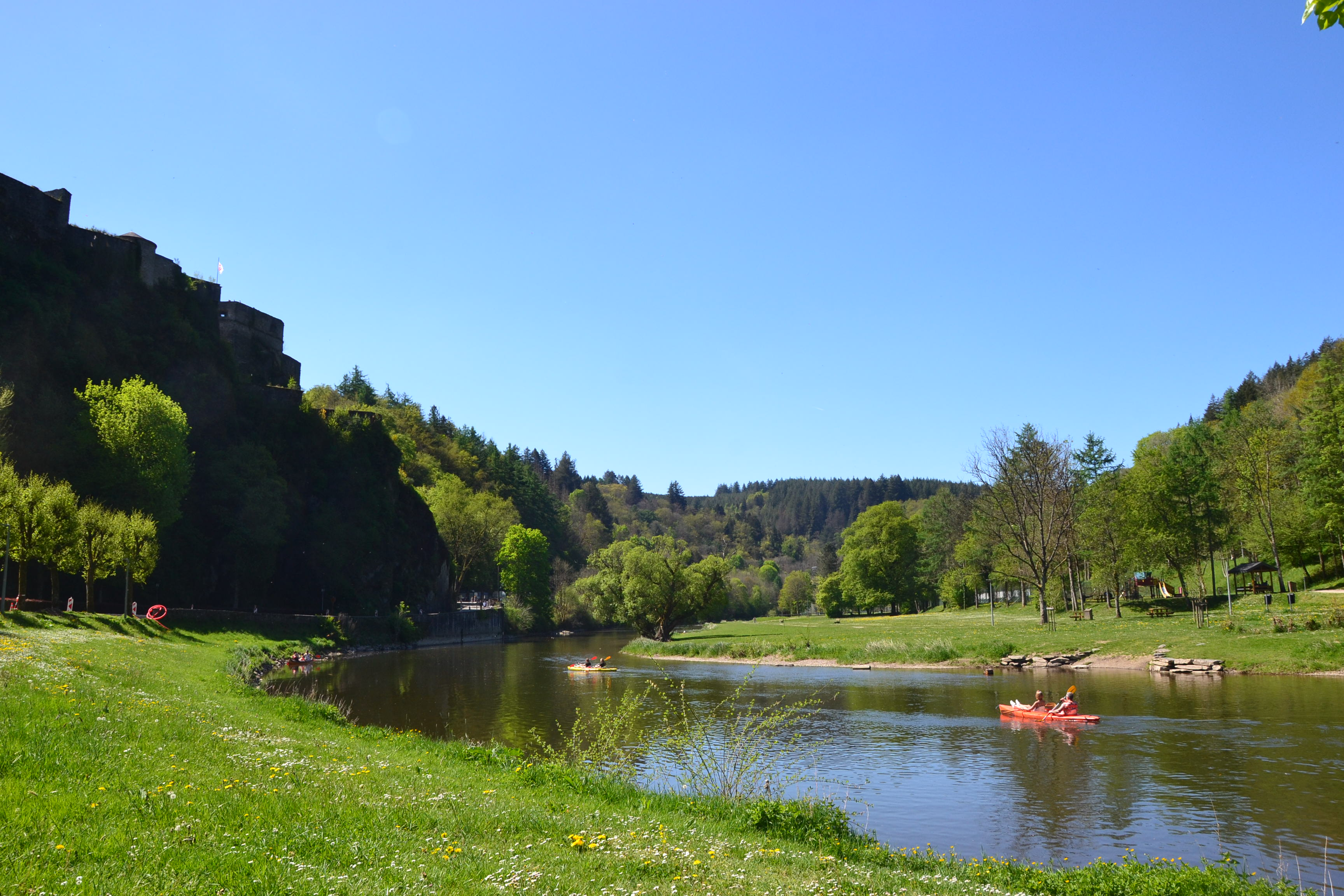
Aan de Semois bij Bouillon

## Luxemburg
- GR AE tot Clervaux; daarna samenloop met de E2, beter bekend als GR 5, naar het zuiden tot Schengen op het drielandenpunt van België, Duitsland en Luxemburg. Oude edities van de Franse topo-guide réf. 514[14] beschrijven vrijwel het Luxemburgse gedeelte van de E3 tussen Clervaux en Schengen, maar sinds 2009 is dat niet meer het geval.

## Duitsland
- Wandelroute Saar - Silezië tot het vroegere drielandenpunt van DDR, Duitsland en Tsjechië, tegenwoordig drielandenpunt van Tsjechië met de Duitse deelstaten Beieren en Saksen. Na Fulda zijn er drie varianten:

1. Kort na Fulda splitst een verbindingsroute naar Eisenach zich van de eigenlijke E3 af. In Eisenach begint de wandelroute Eisenach-Boedapest, een voormalige vriendschapsroute van een aantal destijds communistisch bestuurde landen die in de E3 is opgenomen. De EB-Weg volgt aanvankelijk de Rennsteig, maakt dan een grote lus door het Thuringse (stuw)merengebied, passeert het Vogtland, het Ertsgebergte en het Elbsandsteingebergte en verlaat Duitsland definitief bij Hřensko aan de Elbe. Voor zover de E3 samenvalt met de Wandelroute Eisenach-Boedapest, wordt de route daar beschreven.
De hoofdroute van de E3 loopt net als voor 1989 ten Zuiden van de Thuringse grens naar Bad Alexandersbad bij Wunsiedel, waar een volgende splitsing ligt:
2. De Saksische variant loopt via Selb en door het Vogtland en het Ertsgebergte en verenigt zich bij Rechenberg-Bienenmühle definitief met de EB-Weg. Dit deel van de E3 staat op de kaarten 805, 806 en 807 van Kompass.
3. De Boheemse variant loopt vanaf de Duits/Tsjechische grens via de Tsjechische steden Cheb, Loket, Karlovy Vary en Děčín eveneens naar Hřensko. De route is ingetekend op de kaarten 2018, 2014 en 2012 van Kompass.

## Tsjechië, Polen, Slowakije
- Vanaf Hřensko bij Děčín volgt de E3 uitsluitend de Wandelroute Eisenach-Boedapest, die aan weerszijden van de noordgrens van Tsjechië en Slowakije (dat is de zuidgrens van Polen) naar het oosten loopt, de Karpaten bereikt, en dan door het oosten van Slowakije naar Hongarije gaat. Een meer gedetailleerde beschrijving van de route staat onder Wandelroute Eisenach-Boedapest.

## Hongarije
- De E3 verlaat de Wandelroute Eisenach-Boedapest en loopt over de Hongaarse wandelroute Alföldi Kéktúra naar het zuiden tot Artánd op de Roemeense grens.

## Servië
- Aangezien de berg Kom, het beginpunt van de E3 in Bulgarije, op de Servische grens ligt, ligt het voor de hand Servië in de verbinding met Hongarije te betrekken. Inmiddels is dat op papier gebeurd,[15] met een tracé vanaf de Hongaarse grens.

## Bulgarije
- In Bulgarije is de E3 identiek met de wandelroute Kom-Emine-weg.
- De E3 eindigt op Kaap Emine in de Zwarte Zee. Aangezien verder lopen hier onmogelijk is, is dit het definitieve eindpunt van de E3.

## Wandelgids
Fer en Loes Daniëls, 'Time-out'– reiswijzer en avontuurlijk verslag van onze voettocht naar Santiago de Compostela. Over de Europese Wandelweg E3 van Clervaux (Luxemburg) naar Santiago de Compostela (2737 km).
ISBN 90-76621-06-3
E1 ·
E2 ·
E3 ·
E4 ·
E5 ·
E6 ·
E7 ·
E8 ·
E9 ·
E10 ·
E11 ·
E12